# Adams County, Idaho
Adams County är ett administrativt område i delstaten Idaho, USA. År 2010 hade countyt 3 976 invånare (2000). Den administrativa huvudorten (county seat) är Council. 

## Geografi
Enligt United States Census Bureau så har countyt en total area på 3 548 km². 3 534 km² av den arean är land och 14 km² är vatten. 

### Angränsande countyn
- Idaho County - nord
- Valley County - öst
- Gem County - sydöst
- Washington County - syd
- Baker County, Oregon - sydväst
- Wallowa County, Oregon - nordväst